# Digrammacris bifidus
Digrammacris bifidus is een rechtvleugelig insect uit de familie veldsprinkhanen (Acrididae). De wetenschappelijke naam van deze soort is voor het eerst geldig gepubliceerd in 1896 door Karsch.